# More Songs by Ricky
| Recensione                        | Giudizio |
| --------------------------------- | -------- |
| AllMusic                          | [ 1 ]    |
| The New Rolling Stone Album Guide | [ 2 ]    |

More Songs by Ricky è il quinto album discografico di Ricky Nelson, pubblicato dall'etichetta discografica Imperial Records nel luglio del 1960.
L'album si classificò al diciottesimo posto nella chart statunitense The Billboard 200 mentre il singolo I'm Not Afraid si posizionò al ventisettesimo posto della chart The Billboard Hot 100.

## Tracce
Lato A
1. I'm Not Afraid – 2:35 (Felice Bryant) – Registrato il 12-13 aprile 1960 al Master Recorders di Hollywood, California
2. Baby Won't You Please Come Home – 2:10 (Charles Warfield, Clarence Williams) – Registrato il 4-5 aprile 1960 al Master Recorders di Hollywood, California
3. Here I Go Again – 2:13 (Don Covay, John Berry) – Registrato l'11-12 febbraio 1960 al Master Recorders di Hollywood, California
4. I'd Climb the Highest Mountain – 2:05 (Lew Brown, Sidney Clare) – Registrato il 27 ottobre 1959 al Master Recorders di Hollywood, California
5. Make Believe – 2:12 (K. Marie) – Registrato il 27 ottobre 1959 al Master Recorders di Hollywood, California
6. Ain't Nothin' But Love – 2:22 (Baker Knight) – Registrato il 14-15 aprile 1960 al Master Recorders di Hollywood, California

Lato B
1. When Your Lover Has Gone – 2:23 (Einar Aaron Swan) – Registrato il 4-5 aprile 1960 al Master Recorders di Hollywood, California
2. Proving My Love – 2:01 (Baker Knight) – Registrato il 14-15 aprile 1960 al Master Recorders di Hollywood, California
3. Hey Pretty Baby – 2:20 (Dorsey Burnette) – Registrato il 9-10 ottobre 1959 al Master Recorders di Hollywood, California
4. Time After Time – 2:11 (Sammy Cahn, Jule Styne) – Registrato il 4-5 aprile 1960 al Master Recorders di Hollywood, California
5. I'm All Through with You – 2:44 (Baker Knight) – Registrato il 14-15 aprile 1960 al Master Recorders di Hollywood, California
6. Again – 1:52 (Dorcas Cochran, Lionel Newman) – Registrato il 27 ottobre 1959 al Master Recorders di Hollywood, California

## Musicisti
I'm Not Afraid
- Ricky Nelson - voce
- Billy Strange - chitarra
- Allen Reuss - chitarra
- Ray Johnson - pianoforte
- Plas Johnson - sassofono
- John Rotella - sassofono
- Leroy Vinnegar - contrabbasso
- Richie Frost - batteria
- Jimmie Haskell - arrangiamenti, produttore

Baby Won't You Please Come Home / When Your Lover Has Gone / Time After Time
- Ricky Nelson - voce
- Ricky Nelson - sassofono baritono (brano: When Your Lover Has Gone)
- Allen Reuss - chitarra
- Ray Johnson - pianoforte
- John Rotella - sassofono
- Teddy Edwards - sassofono
- Manuel Stevens - tromba
- Leroy Vinnegar - contrabbasso
- Richie Frost - batteria
- The Jordanaires (gruppo vocale) - accompagnamento vocale, cori (sovraincisioni registrate il 21 aprile 1960)
- Jimmie Haskell - arrangiamenti, produttore
- Ozzie Nelson - produttore

Here I Go Again
- Ricky Nelson - voce, chitarra ritmica
- James Burton - chitarra solista
- Ray Johnson - pianoforte
- Teddy Edwards - sassofono
- John Rotella - clarinetto
- Leroy Vinnegar - contrabbasso
- Richie Frost - batteria
- Bob Gilman - percussioni
- The Jordanaires (gruppo vocale) - accompagnamento vocale, cori (sovraincisioni registrate il 25 aprile 1960)
- Jimmie Haskell - arrangiamenti, produttore

I'd Climb the Highest Mountain / Make Believe / Again
- Ricky Nelson - voce
- Billy Strange - chitarra
- Jimmy Bowles - pianoforte
- Leroy Vinnegar - contrabbasso
- Frank Capp - batteria
- Sconosciuti - strumenti ad arco (registrati in sovraincisione l'8 febbraio 1960)
- Jimmie Haskell - arrangiamenti, produttore

Ain't Nothin' But Love / Proving My Love / I'm All Through with You
- Ricky Nelson - voce
- Billy Strange - chitarra
- Ray Johnson - pianoforte
- Plas Johnson - sassofono
- John Rotella - sassofono
- Bob Knight - trombone
- Keith Mitchell - contrabbasso
- Richie Frost - batteria
- Jimmie Haskell - arrangiamenti, produttore

Hey Pretty Baby
- Ricky Nelson - voce, chitarra
- James Burton - chitarra solista
- Johnny Burnette - chitarra ritmica
- Dorsey Burnette - chitarra ritmica
- Gene Garff - pianoforte
- James Kirkland - contrabbasso
- Richie Frost - batteria
- The Jordanaires (gruppo vocale) - accompagnamento vocale, cori (registrati in sovraincisione il 21 aprile 1960)
- Jimmie Haskell - produttore